# Honorat d'Arles
Pour les articles homonymes, voir Saint Honorat.
Honorat d'Arles († le 16 janvier 430 à Arles), également surnommé Honorat de Lérins, est le fondateur de l'abbaye de Lérins (vers 400-410).
Évêque d'Arles (début 427 - † 16 janvier 430), il est honoré par l'Église catholique romaine et l'Église orthodoxe, comme saint Honorat et fêté le 16 janvier.

## Biographie

### Sa jeunesse
Honorat est né en Gaule vers 375. De nombreuses hypothèses ont été émises sur le lieu de sa naissance : Bourgogne, Provence, Aquitaine... Son biographe, Hilaire d'Arles, ne donne guère d'indices. Il était pourtant un proche parent d'Honorat et connaissait sa « patrie ». Pour Hilaire comme pour Honorat, la seule patrie est la patrie « céleste » puisque, en suivant le Christ, ils sont devenus fils de Dieu. Il est probable que l'on ne connaîtra jamais le lieu de naissance d'Honorat, que son biographe a soigneusement caché.[réf. nécessaire]

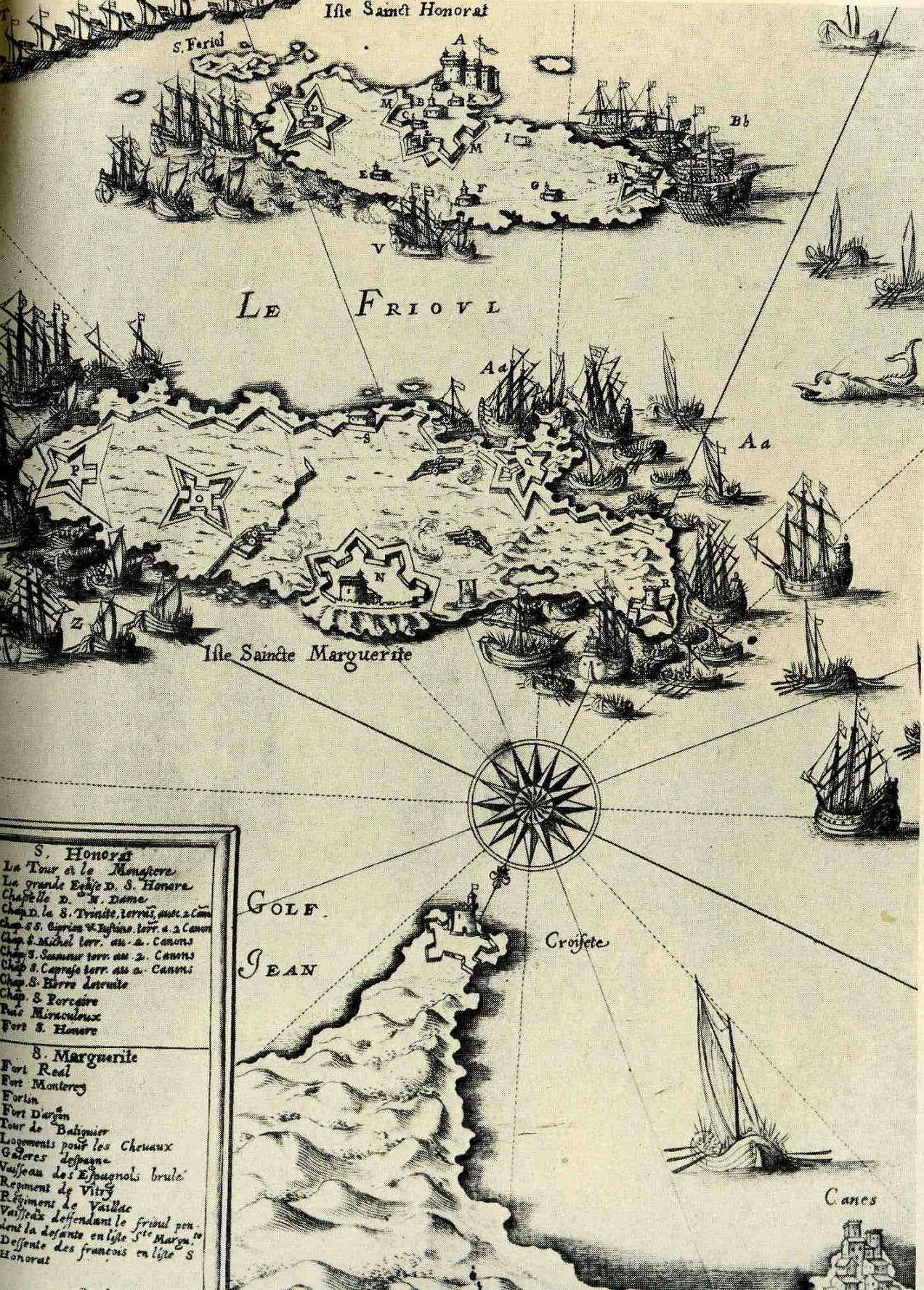
Les îles de Lérins - L'île Saint-Honorat en haut de la carte.

Issu de l'aristocratie gallo-romaine, Honorat reçoit l'éducation qui était celle des jeunes gens de son temps : philosophie, et surtout rhétorique. Très jeune, il choisit de recevoir le baptême. Avec son frère Venantius, il mène une vie d'ascèse dans la propriété familiale.
Honorat entreprend quelques années plus tard un voyage vers l'Orient en compagnie de son frère Venantius et d'un vénérable vieillard, Caprais, son père spirituel. Venantius meurt en Grèce. Honorat revient en Gaule en passant par l'Italie.
Avec quelques compagnons, dont le fidèle Caprais, Honorat choisit la petite île de Lérina (aujourd'hui île Saint-Honorat, la plus petite des îles de Lérins), au large de Cannes, pour fonder, autour de l'an 400, un monastère qui deviendra très vite une "immense communauté" (ingens cenobium d'après Cassien).

### La légende et le monastère de Lérins

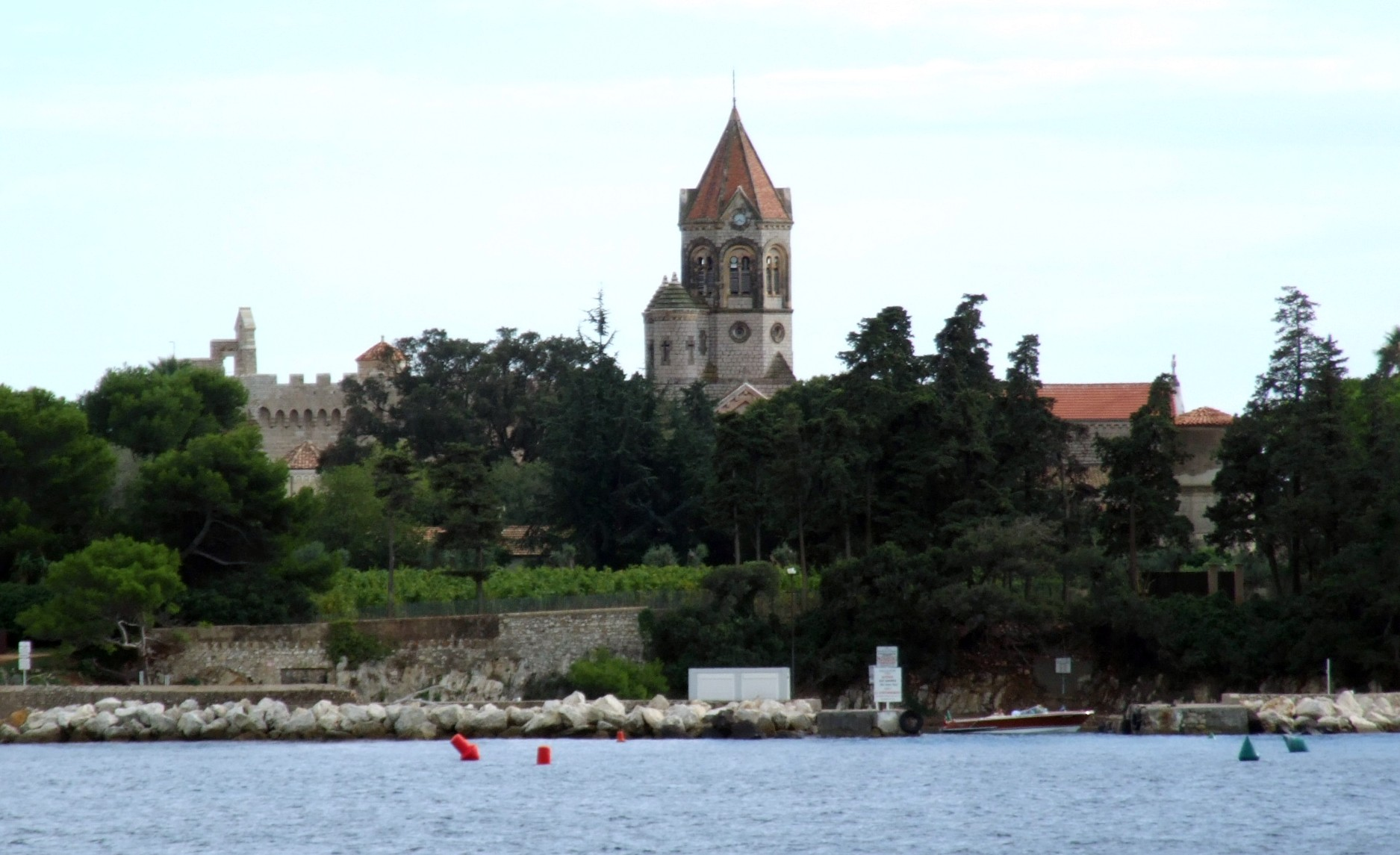
Monastère de l'île Saint-Honorat vu de l'île Sainte-Marguerite.

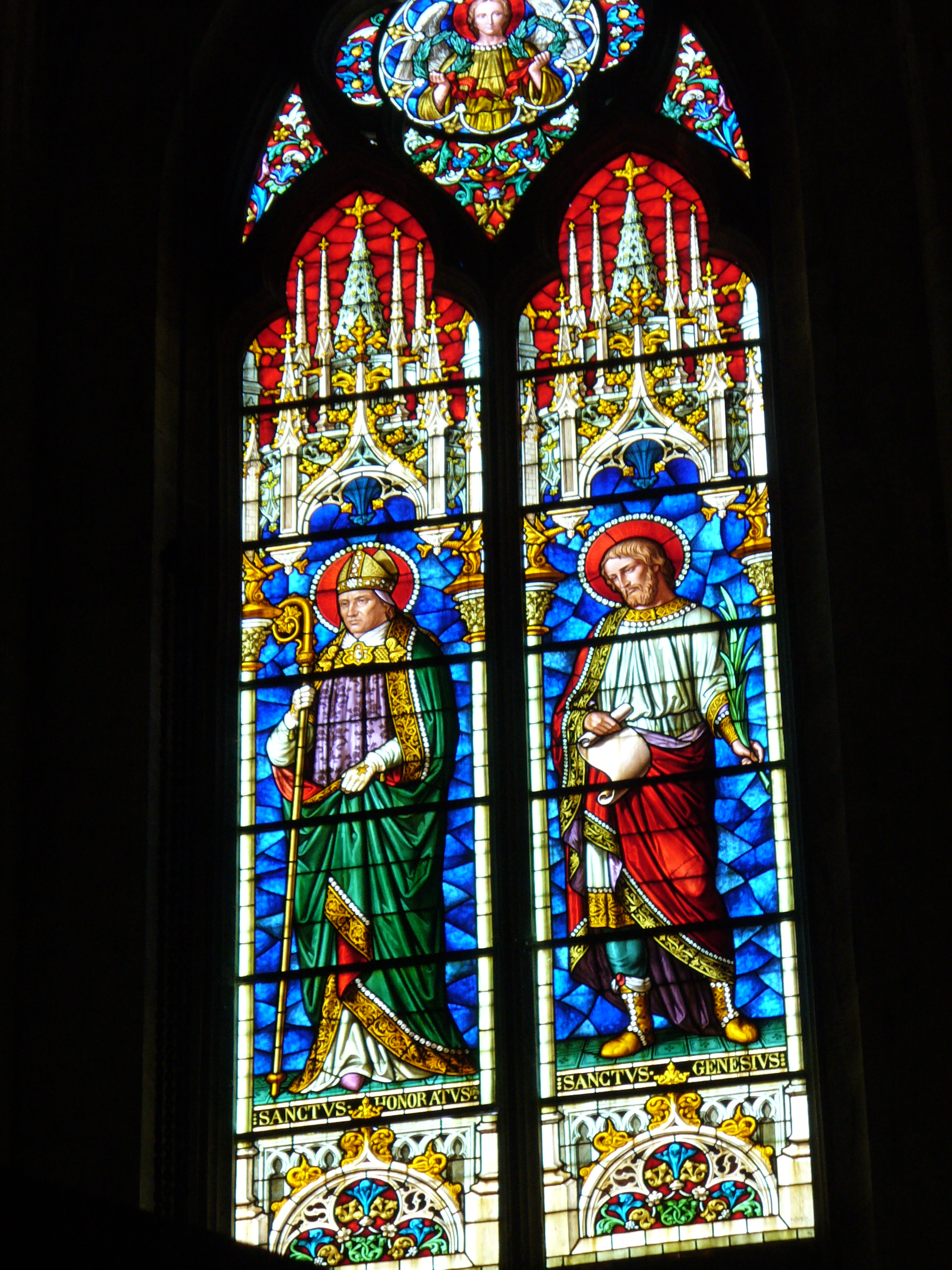
Saint Honorat dans la basilique Saint-Trophime d'Arles.

L'île de Lérina (Saint-Honorat) était inhabitée depuis longtemps.
Honorat fait fuir les serpents qui l'avaient envahie et fait surgir une source (ce sont les deux seuls « miracles » que lui attribue son biographe, Hilaire d'Arles). Ordonné prêtre par l'évêque de Fréjus, Honorat met tout en œuvre pour faire avancer ses disciples dans les voies de la perfection. Certains historiens lui attribuent la première des règles « lériniennes », qui serviront de modèles, avec celles de Césaire d'Arles, à saint Benoît (règle bénédictine).
Très rapidement la renommée d'Honorat s'étend et le monastère connaît un rayonnement exceptionnel dans tout le Sud-Est de la Gaule, et jusqu'en Valais.
Deux ans avant sa mort, Honorat est élu évêque d'Arles. Maxime, deuxième abbé de Lérins, le remplace à la tête du monastère.

### Son épiscopat arlésien
À son arrivée à Arles, Honorat trouve les caisses du trésor pleines de richesses amassées par ses prédécesseurs. Le dernier, Helladius, était pourtant un moine. D'après Hilaire, son successeur et biographe, Honorat n'hésite pas à redistribuer toutes ces richesses, ne se réservant pour l'évêché « que ce qui devait suffire aux nécessités du ministère ». Honorat fait alors rapidement l'unanimité dans son diocèse.
Hilaire, son biographe, nous rapporte aussi qu'Honorat prêche chaque jour avec perspicacité et clarté, surtout lorsqu'il disserte sur la divine Trinité.
Honorat meurt le 16 janvier 430, après avoir désigné pour lui succéder sur le siège d'Arles Hilaire, son proche parent, qui avait vécu auprès de lui dans son monastère de Lérins.

### Une vénération mouvementée
À ses obsèques, le corps est conduit à la cathédrale, accompagné du peuple, puis après la célébration dans la cathédrale, transporté solennellement jusqu'au cimetière extérieur des Alyscamps.
Plus tard, le corps du saint est déposé dans la chapelle de Saint-Genès des Alyscamps, puis dans l'église Saint-Honorat dès qu'elle fut construite. Il y demeure jusqu'à la fin du XIVe siècle.
En 1390, dans une période troublée par des pillages, l'abbé de Ganagobie qui a la garde des reliques offre à l'abbaye de Lérins de les récupérer ; elles y sont transférées le 20 janvier 1391.

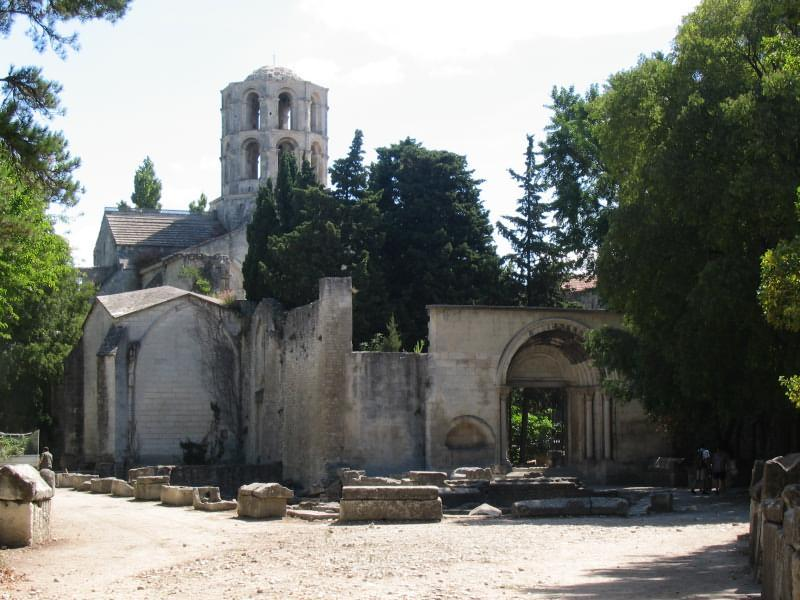
Église Saint-Honorat des Alyscamps.

À Arles, son nom se perpétue par une église homonyme située à l'extrémité est de l'allée des Alyscamps.
Hilaire d'Arles a prononcé devant les fidèles de l'Église d'Arles un sermon le jour anniversaire de la mort de saint Honorat, probablement le 16 janvier 431. Ce sermon, connu sous le nom de Vie de saint Honorat est un éloge du saint, qui, selon la tradition de l'éloge funèbre antique, retrace la vie de saint Honorat de sa naissance à sa glorification, après sa mort. Cet éloge s'inscrit dans la liturgie du culte des saints qui se développe à partir du IVe siècle, avec notamment le culte des reliques. Cette Vie de saint Honorat d'Hilaire d'Arles, composée un an après la mort d'Honorat, est d'une authenticité remarquable ; les autres Vies de saint Honorat, beaucoup plus tardives, comme la Vida de sant Honorat de Raymond Féraud (légende en vers provençaux, XIIIe siècle) sont des vies légendaires, témoignages uniques sur les lieux, les coutumes et le culte du saint à l'époque où elles ont été rédigées.